# Ансалта
Ансалта́ — село в Ботлихском районе Дагестана. Административный центр сельского поселения Сельсовет «Ансалтинский».

## Географическое положение
Село расположено на левом берегу одноимённой реки Ансалта, в 9 км к северо-западу от районного центра — Ботлих.

## История
Дагестанский исследователь Гашимов указывал, что, по преданию, село основано выходцами из Чечни.

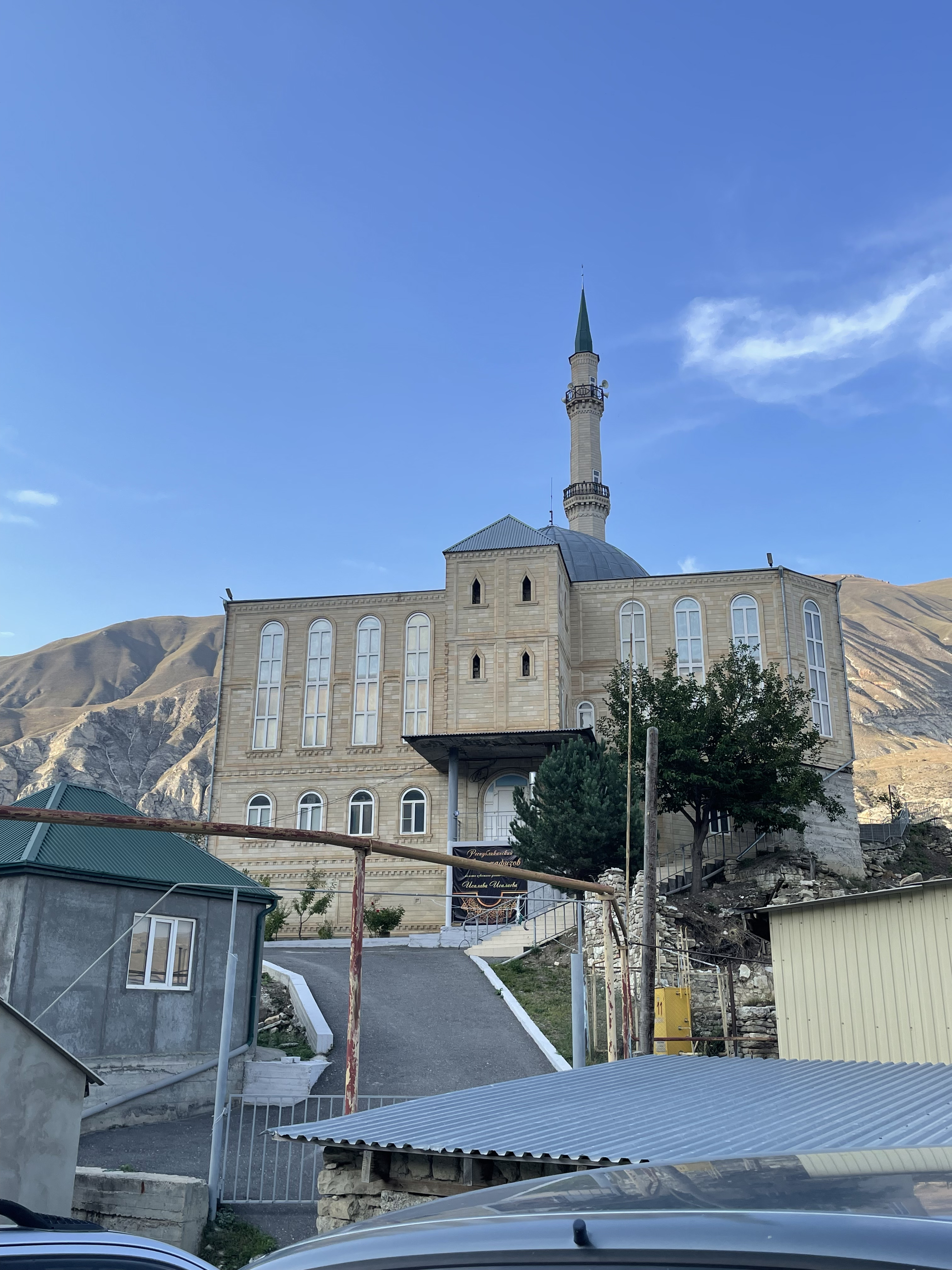
Ансалта. Соборная мечеть.

В сборнике статистических сведений 1869 года приводится комментарий, что по преданию село основано братьями Циркъом и Хусейном пришедшими из Хунзаха. Языком общения в селе указан хунзахский диалект аварского языка.

## Население
| 1869  | 1888  | 1895  | 1926  | 1939  | 1970  | 1989  |
| ----- | ----- | ----- | ----- | ----- | ----- | ----- |
| 947   | ↘938  | ↗1381 | ↘1373 | ↘1357 | ↗2022 | ↗2218 |
| 2002  | 2010  | 2021  |       |       |       |       |
| ↗5281 | ↘4598 | ↗5277 |       |       |       |       |

Национальный состав
По результатам Всероссийской переписи населения 2010 года:
| № | Национальность | Численность, чел. | Доля   |
| - | -------------- | ----------------- | ------ |
| 1 | аварцы         | 4582              | 99,7 % |
| 2 | другие         | 16                | 0,3 %  |

## Известные уроженцы
- Курахмаев, Хаджимурат Асхабович — Герой Российской Федерации.
- Абдусаламов, Юсуп Рашидович — призёр Олимпийских игр 2008 года по вольной борьбе, Серебряный призер Чемпионата мира, Чемпион Азиатских игр, Чемпион и призёр Чемпионата Азии
- Абдуллаев, Гаджимурад Убайдулаевич — мастер спорта международного класса, чемпион Европы среди юношей, бронзовый призер чемпионата Европы среди молодежи, двукратный чемпион России среди молодежи;